# Dulce María

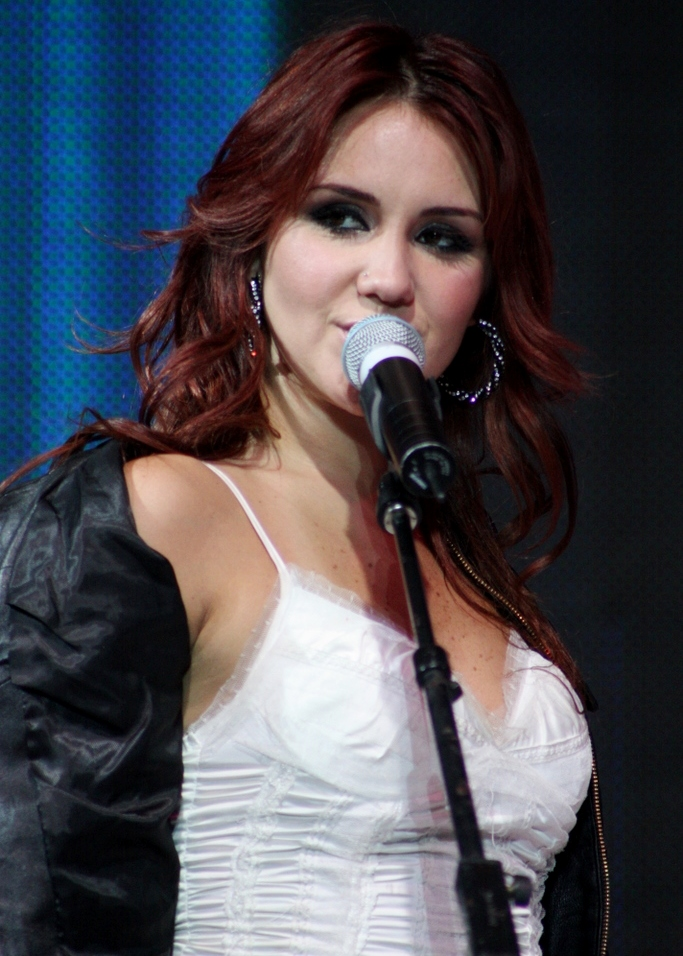
Dulce María in 2011

Dulce María Espinosa Saviñón (Mexico-Stad, 6 december 1985), beter bekend als Dulce María, is een Mexicaans actrice en zangeres.
Als kind begon Dulce al met acteren in reclames. In 1993, op 8-jarige leeftijd, speelde ze in Plaza Sesamo, de Mexicaanse variant van Sesamstraat.
Ze werd bekend van haar rol in de telenovela Rebelde, waaruit de band RBD voortkwam. Toen de band in maart 2009 uit elkaar ging startte Dulce María een solocarrière. In oktober datzelfde jaar kreeg ze een platencontract bij Universial Music. Het eerste deel van haar debuutalbum Extranjera kwam uit in november 2010 en het tweede deel in februari 2011.
- Biblioteca Nacional de España: XX4760756
- Gemeinsame Normdatei: 1062420594
- International Standard Name Identifier: 0000 0001 2196 8051
- Library of Congress Control Number: no2010206756
- MusicBrainz: f07d2a0a-955f-4adc-b70a-7aba348f343d
- Virtual International Authority File: 160635235
- WorldCat: E39PBJcGkgxtDd3tXwBgfhYtrq